# أحمد بن فرغون
أحمد بن فرغون (توفي في القرن العاشر) كان أول حاكم فرغوني لجوزجان (من القرن التاسع إلى القرن العاشر). وكان ابن شخص يدعى فرغون.
يعد أحمد أول حاكم فرغوني موثق في المصادر التاريخية. خلال حملات حاكم الصفاريين عمرو بن الليث، أُجبر أحمد، مع حاكم إيراني محلي آخر هو البنجردي أبو داود محمد بن أحمد، على الخضوع لسلطته. ومع ذلك، في عام 900، هُزم عمرو وأُسر على يد حاكم [[الدولة السامانية|السامانيين}} إسماعيل بن أحمد، مما جعل أحمد وأبو داود يعترفان بسلطة السامانيين. وخلف أحمد ابنه أبو الحارث محمد في تاريخ غير معروف.